# Alois August von Schilcher
Alois August Schilcher, seit 1843 Ritter von Schilcher (* 1802 in Mindelheim; † 13. April 1877) war ein bayerischer Verwaltungsbeamter.

## Leben
Schilcher studierte an der Universität Landshut von 1819 bis 1823 Rechtswissenschaften und wurde dort 1819 Mitglied des Corps Suevia. Das Studium schloss er mit der Promotion zum Dr. jur. ab. Nach dem Vorbereitungsdienst am Appellationsgericht Landshut bestand er 1929 in München mit Auszeichnung die Prüfung zum Ratsakzessist. 1831 wurde er Landgerichtsassessor in Tölz und 1832 Regierungsassessor bei der Regierung des Untermainkreises in Würzburg. 1838 wurde er zum Regierungsrat bei der Regierung der Oberpfalz und Regensburg befördert. In gleicher Funktion wurde er 1840 zur Regierung von Niederbayern nach Landshut und 1842 zur Regierung von Oberbayern nach München versetzt.
1843 wurde Schilcher durch Ludwig I. mit dem Ritterkreuz des Verdienstordens der Bayerischen Krone beliehen. Damit verbunden war die Erhebung in den persönlichen Adelsstand und er durfte sich nach der Eintragung in die Adelsmatrikel „Ritter von Schilcher“ nennen. Im gleichen Jahr wurde er zum Regierungsdirektor und 1853 zum Vizepräsidenten ernannt.
Am 22. Juni 1854 erhielt Schilcher die Ernennung zum Regierungspräsidenten von Niederbayern. Er unternahm während seiner Amtszeit regelmäßige und ausführliche Inspektionsreisen zu den Landgerichten des Regierungsbezirkes, denen er im Rahmen seiner Amtsführung eine besondere Bedeutung beimaß. Anlässlich seiner Pensionierung verlieh ihm der König 1866 das Komturkreuz des Verdienstordens der Bayerischen Krone.